# Abraham Sie
Abraham Sie (31 agosto 1999 – Abidjan, 6 aprile 2022) è stato un cestista e taekwondoka ivoriano.

## Carriera
È stato due volte campione ivoriano di taekwondo prima di iniziare la carriera da cestista, dove con la Costa d'Avorio ha disputato i Campionati mondiali del 2019.